# Polychronismus
Polychronismus und Monochronismus sind zwei 1959 vom amerikanischen Anthropologen und Ethnologen Edward T. Hall eingeführte Kennzeichnungen für gegensätzliche Ausprägungen von „Graden der Zeiteinteilung“ (englisch time dimensions). 
Dabei handelt es sich nach der anthropologischen Theorie von Hall um eine von vier „Wertedimensionen“ (Kulturdimensionen), die für Vergleiche von Kulturen heranzuziehen seien. Aber seine Theorie findet auch Anwendung in der Arbeitsmethodik, weil sich Arbeitspersonen bestimmten Verhaltensmuster zuordnen lassen, nach denen sie in monochrone oder polychrone Typen eingeteilt werden können.

## Zeiteinteilung und Zerteilung
Während die Einteilung der Zeit ein monochrones Verhalten darstellt, ist die Zerteilung der Zeit polychron. Entsprechend unterteilte Hall die Arbeitnehmer in monochrone und polychrone Typen, denen bestimmte Verhaltensmuster – gerade im Hinblick auf das Zeitmanagement – zugeordnet werden können.
| Monochronie                             | Polychronie                                          |
| --------------------------------------- | ---------------------------------------------------- |
| Eine Aufgabe nach der anderen erledigen | viele Aufgaben gleichzeitig erledigen (Multitasking) |
| hohe Konzentration                      | hohe Ablenkung                                       |
| Termine werden ernst genommen           | Termine haben keine Bedeutung                        |
| Orientierung an Plänen                  | Pläne haben keine Bedeutung                          |
| Störungen anderer werden vermieden      | Störungen anderer werden in Kauf genommen            |
| hohe Pünktlichkeit                      | geringe Pünktlichkeit (Verspätungen)                 |
| Methodische Arbeit                      | die Geduld geht leicht verloren                      |

Monochrone Typen können demnach leichter ein Zeitmanagement aufbauen und konsequent einhalten als polychrone.

## Kulturen
Verspätungen haben nicht überall in der Welt die gleiche Bedeutung, sondern sind überwiegend in monochronen Gesellschaften (Nordeuropa, Japan, USA, Kanada) negativ konnotiert und unerwünscht, denn die Pünktlichkeit spielt eine zentrale Rolle. Dagegen hat Pünktlichkeit in polychronen Kulturen (Mittelmeerraum, Naher Osten, Indien, Philippinen und Mittel- sowie Südamerika) keine Bedeutung, Verspätungen von mehreren Stunden werden als üblich empfunden. 